# Billy Cobham

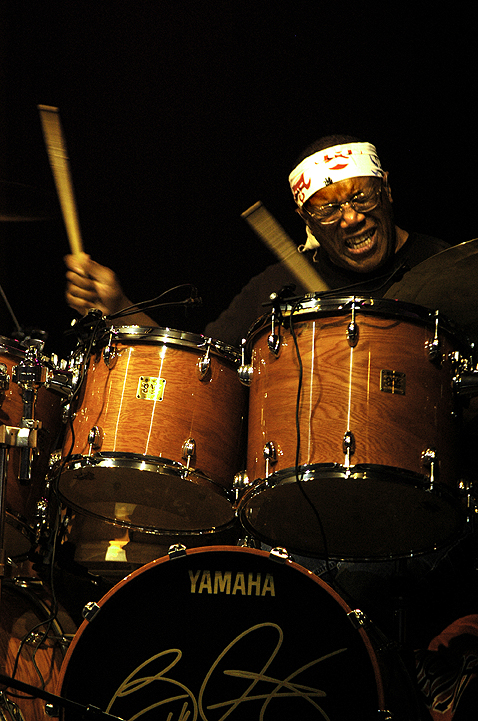
Cobham under konsert, 2005.

Billy Cobham (William Cobham), född 16 maj 1944 i Panama, är en trumslagare och slagverkare. 
Hans familj flyttade när han var barn till USA och New York där han studerade vid The High School of Music and Art under tidigt 1960-tal. Under resten av 1960-talet spelade han trummor i flera okända band, men även med kända som Horace Silver.  I slutet av decenniet kom han i kontakt med musikstilen jazz-fusion, vilket ledde till att han tillsammans med John McLaughlin bildade Mahavishnu Orchestra 1971. Han var medlem i gruppen fram till 1973 och medverkade på de två albumen The Inner Mounting Flame och Birds of Fire. Han släppte sitt första soloalbum Spectrum 1973 där även gitarristen Tommy Bolin medverkade. Sedan dess har han släppt en stor mängd soloalbum, men fortfarande är hans debutalbum Spectrum mest känt av dem.